# Acalypha tenuifolia
Acalypha tenuifolia är en törelväxtart som beskrevs av Johannes Müller Argoviensis. Acalypha tenuifolia ingår i släktet akalyfor, och familjen törelväxter. Inga underarter finns listade i Catalogue of Life.